# Ōishida
Ōishida (jap. 大石田町 Ōishida-machi) – miasto w Japonii, na wyspie Honsiu, w prefekturze Yamagata. Według danych na rok 2020 miejscowość zamieszkiwało 6 577 mieszkańców , a gęstość zaludnienia wyniosła 82,7 os./km².